# Liechtenstein i olympiska sommarspelen 1984
Liechtenstein deltog med 7 deltagare vid de olympiska sommarspelen 1984 i Los Angeles. Ingen av landets deltagare erövrade någon medalj.

## Friidrott
Herrarnas 100 meter
- Markus Büchel
  - Heat — 10,98 (→ gick inte vidare)

Herrarnas 200 meter
- Markus Büchel
  - Heat — 22,14 (→ gick inte vidare)

Damernas 1 500 meter
- Helen Ritter
  - Heat — 4:19,39 (→ gick inte vidare)

Damernas 3 000 meter
- Maria Ritter
  - Heat — startade inte (→ gick inte vidare)

Damernas sjukamp
- Manuela Marxer
  - Slutligt resultat — 4913 poäng (→ 20:e plats)

## Judo
Herrar
- Magnus Büchel
  - Resultat   -86 kg (→ 7:e plats)
- Johannes Wohlwend
  - Resultat   -71 kg (→ 9:e plats)